# Stictonanus paucus
Stictonanus paucus är en spindelart som beskrevs av Alfred Frank Millidge 1991. Stictonanus paucus ingår i släktet Stictonanus och familjen täckvävarspindlar. Inga underarter finns listade i Catalogue of Life.